# Dia Internacional do Homem
O Dia Internacional do Homem é um evento celebrado no dia 19 de novembro de cada ano em diversos países do mundo, desde 1999.
As comemorações internacionais foram iniciadas em 1999 pelo Dr. Jerome Teelucksingh, professor de História na Universidade das Índias Ocidentais (University of the West Indies), de Trinidad e Tobago, que escolheu essa data por ser o aniversário de seu pai e também porque, nesse dia, em 1989, a seleção de futebol de seu país foi pela primeira vez classificada para a Copa do Mundo, o que foi um fator de união para o povo. No entanto, a data não é listada pela Organização das Nações Unidas (ONU).
É uma ocasião para celebrar as contribuições dos homens para seus países, para a sociedade, a comunidade, a vizinhança, a família, o casamento e o cuidado com os filhos. O objetivo mais amplo da comemoração é promover os valores humanitários básicos.
A data é lembrada em mais de 40 países, incluindo Trinidad e Tobago, Jamaica, Austrália, Índia, Itália, Estados Unidos, Nova Zelândia, Moldávia, Haiti, São Cristóvão e Nevis, Singapura, Malta, África do Sul, Gana, Botswana, Angola, Zimbabwe, Croácia, Uganda, Chile, Colômbia, Hungria, Irlanda, Portugal, Peru, Canadá, China, Vietnã, Paquistão, Dinamarca, Suécia, Noruega, Guiana, Holanda, Bélgica, Geórgia, Argentina, México, Alemanha, Áustria, Finlândia, Espanha, França e Reino Unido.

## Histórico
Desde a década de 1960 houve pressão para que se criasse uma data para essa comemoração, inclusive por uma questão de igualdade de gêneros, já que o Dia Internacional da Mulher era comemorado desde 1909. Alegava-se que as contribuições masculinas para a humanidade também merecem um dia próprio para serem celebradas, sem necessariamente qualquer analogia com o Dia Internacional da Mulher. Vários países, como Canadá, França, Estados Unidos, Colômbia, Rússia, e China fizeram celebrações tentativas, cada qual esperando ser seguido por outras nações. Principalmente por divulgação insuficiente, essas tentativas não tiveram continuidade.
Em 1994, houve comemorações bem-sucedidas nos Estados Unidos, Europa e Austrália, em fevereiro, por iniciativa do professor Thomas Oaster, diretor do Centro para Estudos do Homem da Universidade do Missouri, em Columbia, Missouri, nos Estados Unidos. Mas em 1995 não houve aceitação para repetir a celebração, e o professor abandonou o projeto. Malta foi, durante algum tempo, a única nação que continuou a comemorar a efeméride no mês de fevereiro. Mas, em 2009, moveu a data para 19 de novembro, para seguir os demais países.
A Austrália voltou a aderir às celebrações em 19 de novembro de 2003.

## Objetivos
Os objetivos celebrados nesta data estão definidos nos "Cinco pilares do dia Internacional do Homem":
- Promover papéis masculinos positivos, não apenas de estrelas do cinema, soldados ou esportes, mas de homens do dia a dia cujas vidas são decentes e honestas;
- Comemorar as contribuições masculinas positivas para a sociedade, comunidade, vizinhança, família, casamento, guarda de crianças e meio ambiente;
- Focar na saúde e bem-estar do homem: social, mental, emocional, físico e espiritual;
- Destacar a discriminação contra os homens e meninos; nas áreas de serviços sociais, nas atitudes e expectativas sociais, e no direito;
- Criar um mundo mais seguro e melhor, onde as pessoas possam se sentir seguras e crescer para alcançar seu pleno potencial.

## Dia do Homem no Brasil
No Brasil, há também o Dia do Homem, que é comemorado em 15 de julho, desde 1993, inicialmente como uma paródia. Segundo Edson Marques a escolha de tal dia foi uma brincadeira com a data de aniversário da mãe de um dos membros presentes a um jantar da Ordem em São Paulo, no qual estavam presentes a escritora Mariazinha Congílio, o maestro Mário Albanese, o jornalista João Marcos Cicarelli, além do próprio escritor Edson Marques. A partir de 1993 a Tertúlia Pensão Jundiaí, uma espécie de academia informal de escritores criada por Mariazinha, passou a celebrar o dia do homem, escolhendo uma personalidade a ser agraciada com o Troféu Moringa. O jantar e a entrega do prêmio são realizados no dia 20 de julho, data em que o primeiro homem pisou na Lua.
A data, que se originou desta brincadeira, passou a ser incorporada por instituições de saúde para promover a conscientização sobre os saúde da populeção de homens. No Brasil, tanto o Dia Nacional do Homem, celebrado em 15 de julho, quanto o Dia Internacional do Homem, em novembro, são utilizados por campanhas públicas e privadas para incentivar o diagnóstico precoce de doenças, especialmente o câncer de próstata, além de estimular hábitos de vida mais saudáveis dos homens.